# Macromonycha
Macromonycha là một chi bọ cánh cứng trong họ Chrysomelidae.
Chi này được miêu tả khoa học năm 1911 bởi Spaeth.

## Các loài
Chi này gồm các loài:
- Macromonycha apicalis (Gebler, 1845)